# 2023-as Formula–1 miami nagydíj
A miami nagydíj volt a 2023-as Formula–1 világbajnokság ötödik futama, amelyet 2023. május 5. és május 7. között rendeztek meg a Miami International Autodrome versenypályán, Miami városában.

## Választható keverékek
| Abroncs              | Friss | Használt |
| -------------------- | ----- | -------- |
| Kemény keverék (C2)  |       |          |
| Közepes keverék (C3) |       |          |
| Lágy keverék (C4)    |       |          |
| Átmeneti esőgumi (I) |       |          |
| Teljes esőgumi (W)   |       |          |

## Szabadedzések

### Első szabadedzés
A miami nagydíj első szabadedzését május 5-én, pénteken délután tartották, magyar idő szerint 20:00-tól.
| helyezés | versenyző        | csapat/motor          | elért idő | különbség | futott kör |
| -------- | ---------------- | --------------------- | --------- | --------- | ---------- |
| 1        | George Russell   | Mercedes              | 1:30,125  | −         | 18         |
| 2        | Lewis Hamilton   | Mercedes              | 1:30,337  | +0,212    | 24         |
| 3        | Charles Leclerc  | Ferrari               | 1:30,449  | +0,324    | 23         |
| 4        | Max Verstappen   | Red Bull-Honda RBPT   | 1:30,549  | +0,424    | 22         |
| 5        | Carlos Sainz Jr. | Ferrari               | 1:30,724  | +0,599    | 23         |
| 6        | Pierre Gasly     | Alpine-Renault        | 1:31,104  | +0,979    | 20         |
| 7        | Fernando Alonso  | Aston Martin-Mercedes | 1:31,231  | +1,106    | 24         |
| 8        | Lance Stroll     | Aston Martin-Mercedes | 1:31,337  | +1,212    | 24         |
| 9        | Nico Hülkenberg  | Haas-Ferrari          | 1:31,392  | +1,267    | 14         |
| 10       | Esteban Ocon     | Alpine-Renault        | 1:31,542  | +1,417    | 27         |
| 11       | Sergio Pérez     | Red Bull-Honda RBPT   | 1:31,566  | +1,441    | 22         |
| 12       | Oscar Piastri    | McLaren-Mercedes      | 1:31,810  | +1,685    | 24         |
| 13       | Kevin Magnussen  | Haas-Ferrari          | 1:31,853  | +1,728    | 25         |
| 14       | Valtteri Bottas  | Alfa Romeo-Ferrari    | 1:31,902  | +1,777    | 24         |
| 15       | Alexander Albon  | Williams-Mercedes     | 1:31,903  | +1,778    | 25         |
| 16       | Lando Norris     | McLaren-Mercedes      | 1:31,997  | +1,872    | 23         |
| 17       | Csou Kuan-jü     | Alfa Romeo-Ferrari    | 1:32,134  | +2,009    | 22         |
| 18       | Cunoda Júki      | AlphaTauri-Honda RBPT | 1:32,169  | +2,044    | 28         |
| 19       | Logan Sargeant   | Williams-Mercedes     | 1:32,619  | +2,494    | 27         |
| 20       | Nyck de Vries    | AlphaTauri-Honda RBPT | 1:34,637  | +4,512    | 10         |

### Második szabadedzés
A miami nagydíj második szabadedzését május 5-én, pénteken délután tartották, magyar idő szerint 23:30-tól.
| helyezés | versenyző        | csapat/motor          | elért idő | különbség | futott kör |
| -------- | ---------------- | --------------------- | --------- | --------- | ---------- |
| 1        | Max Verstappen   | Red Bull-Honda RBPT   | 1:27.930  | −         | 23         |
| 2        | Carlos Sainz Jr. | Ferrari               | 1:28,315  | +0,385    | 26         |
| 3        | Charles Leclerc  | Ferrari               | 1:28,398  | +0,468    | 20         |
| 4        | Sergio Pérez     | Red Bull-Honda RBPT   | 1:28,419  | +0,489    | 24         |
| 5        | Fernando Alonso  | Aston Martin-Mercedes | 1:28,660  | +0,730    | 25         |
| 6        | Lando Norris     | McLaren-Mercedes      | 1:28,741  | +0,811    | 24         |
| 7        | Lewis Hamilton   | Mercedes              | 1:28,858  | +0,928    | 23         |
| 8        | Lance Stroll     | Aston Martin-Mercedes | 1:28,930  | +1,000    | 23         |
| 9        | Esteban Ocon     | Alpine-Renault        | 1:28,937  | +1,007    | 25         |
| 10       | Alexander Albon  | Williams-Mercedes     | 1:29,046  | +1,116    | 26         |
| 11       | Pierre Gasly     | Alpine-Renault        | 1:29,098  | +1,168    | 22         |
| 12       | Kevin Magnussen  | Haas-Ferrari          | 1:29,171  | +1,241    | 22         |
| 13       | Csou Kuan-jü     | Alfa Romeo-Ferrari    | 1:29,181  | +1,251    | 27         |
| 14       | Valtteri Bottas  | Alfa Romeo-Ferrari    | 1:29,189  | +1,259    | 26         |
| 15       | George Russell   | Mercedes              | 1:29,216  | +1,286    | 21         |
| 16       | Oscar Piastri    | McLaren-Mercedes      | 1:29,339  | +1,409    | 24         |
| 17       | Nico Hülkenberg  | Haas-Ferrari          | 1:29.393  | +1,463    | 22         |
| 18       | Cunoda Júki      | AlphaTauri-Honda RBPT | 1:29,613  | +1,683    | 25         |
| 19       | Nyck de Vries    | AlphaTauri-Honda RBPT | 1:29,928  | +1,998    | 25         |
| 20       | Logan Sargeant   | Williams-Mercedes     | 1:30,038  | +2,108    | 27         |

### Harmadik szabadedzés
A miami nagydíj harmadik szabadedzését május 6-án, szombaton délután tartották, magyar idő szerint 18:30-tól.
| helyezés | versenyző        | csapat/motor          | elért idő | különbség | futott kör |
| -------- | ---------------- | --------------------- | --------- | --------- | ---------- |
| 1        | Max Verstappen   | Red Bull-Honda RBPT   | 1:27,535  | −         | 18         |
| 2        | Charles Leclerc  | Ferrari               | 1:27,941  | +0,406    | 26         |
| 3        | Sergio Pérez     | Red Bull-Honda RBPT   | 1:28,050  | +0,515    | 22         |
| 4        | Carlos Sainz Jr. | Ferrari               | 1:28,125  | +0,590    | 27         |
| 5        | Esteban Ocon     | Alpine-Renault        | 1:28,407  | +0,872    | 25         |
| 6        | Pierre Gasly     | Alpine-Renault        | 1:28,428  | +0,893    | 24         |
| 7        | Valtteri Bottas  | Alfa Romeo-Ferrari    | 1:28,456  | +0,921    | 19         |
| 8        | Nico Hülkenberg  | Haas-Ferrari          | 1:28,497  | +0,962    | 16         |
| 9        | Alexander Albon  | Williams-Mercedes     | 1:28,561  | +1,026    | 20         |
| 10       | George Russell   | Mercedes              | 1:28,606  | +1,071    | 20         |
| 11       | Kevin Magnussen  | Haas-Ferrari          | 1:28,607  | +1,072    | 14         |
| 12       | Fernando Alonso  | Aston Martin-Mercedes | 1:28,618  | +1,083    | 24         |
| 13       | Lewis Hamilton   | Mercedes              | 1:28,718  | +1,183    | 23         |
| 14       | Lance Stroll     | Aston Martin-Mercedes | 1:28,723  | +1,188    | 24         |
| 15       | Csou Kuan-jü     | Alfa Romeo-Ferrari    | 1:29,074  | +1,539    | 19         |
| 16       | Cunoda Júki      | AlphaTauri-Honda RBPT | 1:29,179  | +1,644    | 20         |
| 17       | Logan Sargeant   | Williams-Mercedes     | 1:29,264  | +1,729    | 20         |
| 18       | Oscar Piastri    | McLaren-Mercedes      | 1:29,375  | +1,840    | 18         |
| 19       | Lando Norris     | McLaren-Mercedes      | 1:29,401  | +1,866    | 18         |
| 20       | Nyck de Vries    | AlphaTauri-Honda RBPT | 1:29,447  | +1,912    | 22         |

## Időmérő edzés
A miami nagydíj időmérő edzését május 6-án, szombat délelőtt tartották, magyar idő szerint 22:00-tól.
| helyezés              | rajtszám | versenyző        | csapat/motor          | 1. rész  | 2. rész  | 3. rész    | rajthely | futott kör |
| --------------------- | -------- | ---------------- | --------------------- | -------- | -------- | ---------- | -------- | ---------- |
| 1                     | 11       | Sergio Pérez     | Red Bull-Honda RBPT   | 1:27,713 | 1:27,328 | 1:26,841   | 1        | 20         |
| 2                     | 14       | Fernando Alonso  | Aston Martin-Mercedes | 1:28,179 | 1:27,097 | 1:27,202   | 2        | 19         |
| 3                     | 55       | Carlos Sainz Jr. | Ferrari               | 1:27,686 | 1:27,148 | 1:27,349   | 3        | 18         |
| 4                     | 20       | Kevin Magnussen  | Haas-Ferrari          | 1:27,809 | 1:27,673 | 1:27,767   | 4        | 19         |
| 5                     | 10       | Pierre Gasly     | Alpine-Renault        | 1:28,061 | 1:27,612 | 1:27,786   | 5        | 20         |
| 6                     | 63       | George Russell   | Mercedes              | 1:28,086 | 1:27,743 | 1:27,804   | 6        | 20         |
| 7                     | 16       | Charles Leclerc  | Ferrari               | 1:27,713 | 1:26,964 | 1:27,861   | 7        | 19         |
| 8                     | 31       | Esteban Ocon     | Alpine-Renault        | 1:27,872 | 1:27,444 | 1:27,935   | 8        | 20         |
| 9                     | 1        | Max Verstappen   | Red Bull-Honda RBPT   | 1:27,363 | 1:26,814 | idő nélkül | 9        | 15         |
| 10                    | 77       | Valtteri Bottas  | Alfa Romeo-Ferrari    | 1:27,864 | 1:27,564 | idő nélkül | 10       | 15         |
| 11                    | 23       | Alexander Albon  | Williams-Mercedes     | 1:28,234 | 1:27,795 |            | 11       | 15         |
| 12                    | 27       | Nico Hülkenberg  | Haas-Ferrari          | 1:27,945 | 1:27,903 |            | 12       | 15         |
| 13                    | 44       | Lewis Hamilton   | Mercedes              | 1:27,846 | 1:27,975 |            | 13       | 15         |
| 14                    | 24       | Csou Kuan-jü     | Alfa Romeo-Ferrari    | 1:28,180 | 1:28,091 |            | 14       | 17         |
| 15                    | 21       | Nyck de Vries    | AlphaTauri-Honda RBPT | 1:28,325 | 1:28,395 |            | 15       | 16         |
| 16                    | 4        | Lando Norris     | McLaren-Mercedes      | 1:28,394 |          |            | 16       | 8          |
| 17                    | 22       | Cunoda Júki      | AlphaTauri-Honda RBPT | 1:28,429 |          |            | 17       | 10         |
| 18                    | 18       | Lance Stroll     | Aston Martin-Mercedes | 1:28,476 |          |            | 18       | 8          |
| 19                    | 81       | Oscar Piastri    | McLaren-Mercedes      | 1:28,484 |          |            | 19       | 9          |
| 20                    | 2        | Logan Sargeant   | Williams-Mercedes     | 1:28,577 |          |            | 20       | 10         |
| 107%-os idő: 1:33,478 |          |                  |                       |          |          |            |          |            |

## Futam
A miami nagydíj futamát május 7-én, vasárnap délután tartották, magyar idő szerint 21:30-kor.
| helyezés | rajtszám | versenyző        | csapat/motor          | futott kör | idő/kiesés oka | rajthely | pont  |
| -------- | -------- | ---------------- | --------------------- | ---------- | -------------- | -------- | ----- |
| 1        | 1        | Max Verstappen   | Red Bull-Honda RBPT   | 57         | 1:27:38,241    | 9        | 26[a] |
| 2        | 11       | Sergio Pérez     | Red Bull-Honda RBPT   | 57         | +5,384         | 1        | 18    |
| 3        | 14       | Fernando Alonso  | Aston Martin-Mercedes | 57         | +26,305        | 2        | 15    |
| 4        | 63       | George Russell   | Mercedes              | 57         | +33,229        | 6        | 12    |
| 5        | 55       | Carlos Sainz Jr. | Ferrari               | 57         | +42,511[b]     | 3        | 11    |
| 6        | 44       | Lewis Hamilton   | Mercedes              | 57         | +51,249        | 13       | 8     |
| 7        | 16       | Charles Leclerc  | Ferrari               | 57         | +52,988        | 7        | 6     |
| 8        | 10       | Pierre Gasly     | Alpine-Renault        | 57         | +55,670        | 5        | 4     |
| 9        | 31       | Esteban Ocon     | Alpine-Renault        | 57         | +58,123        | 8        | 2     |
| 10       | 20       | Kevin Magnussen  | Haas-Ferrari          | 57         | +1:02,945      | 4        | 1     |
| 11       | 22       | Cunoda Júki      | AlphaTauri-Honda RBPT | 57         | +1:04,309      | 17       |       |
| 12       | 18       | Lance Stroll     | Aston Martin-Mercedes | 57         | +1:04,754      | 18       |       |
| 13       | 77       | Valtteri Bottas  | Alfa Romeo-Ferrari    | 57         | +1:11,637      | 10       |       |
| 14       | 23       | Alexander Albon  | Williams-Mercedes     | 57         | +1:12,861      | 11       |       |
| 15       | 27       | Nico Hülkenberg  | Haas-Ferrari          | 57         | +1:14,950      | 12       |       |
| 16       | 24       | Csou Kuan-jü     | Alfa Romeo-Ferrari    | 57         | +1:18,440      | 14       |       |
| 17       | 4        | Lando Norris     | McLaren-Mercedes      | 57         | +1:27,717      | 16       |       |
| 18       | 21       | Nyck de Vries    | AlphaTauri-Honda RBPT | 57         | +1:28,949      | 15       |       |
| 19       | 81       | Oscar Piastri    | McLaren-Mercedes      | 56         | +1 kör         | 19       |       |
| 20       | 2        | Logan Sargeant   | Williams-Mercedes     | 56         | +1 kör         | 20       |       |

Megjegyzések:
- ↑ a:  Max Verstappen a helyezéséért járó pontok mellett a versenyben futott leggyorsabb körért további 1 pontot szerzett.
- ↑ b:  Carlos Sainz Jr. 5 másodperces büntetést kapott, miután elfékezte magát és átlépte a boxutcai sebességhatárt, de a büntetés nem befolyásolta a helyezését.[3]

## A világbajnokság állása a verseny után
| H   | Versenyzők       | Pont | H   | Konstruktőrök         | Pont |
| --- | ---------------- | ---- | --- | --------------------- | ---- |
| 1.  | Max Verstappen   | 119  | 1.  | Red Bull-Honda RBPT   | 224  |
| 2.  | Sergio Pérez     | 105  | 2.  | Aston Martin-Mercedes | 102  |
| 3.  | Fernando Alonso  | 75   | 3.  | Mercedes              | 96   |
| 4.  | Lewis Hamilton   | 56   | 4.  | Ferrari               | 78   |
| 5.  | Carlos Sainz Jr. | 44   | 5.  | McLaren-Mercedes      | 14   |
| 6.  | George Russell   | 40   | 6.  | Alpine-Renault        | 14   |
| 7.  | Charles Leclerc  | 34   | 7.  | Haas-Ferrari          | 8    |
| 8.  | Lance Stroll     | 27   | 8.  | Alfa Romeo-Ferrari    | 6    |
| 9.  | Lando Norris     | 10   | 9.  | AlphaTauri-Honda RBPT | 2    |
| 10. | Pierre Gasly     | 8    | 10. | Williams-Mercedes     | 1    |

(A teljes táblázat)

## Statisztikák
- Vezető helyen:
  - Sergio Pérez: 21 kör (1–20. és 46–47.)
  - Max Verstappen: 36 kör (21–45. és 48–57.)
- Sergio Pérez 3. pole-pozíciója.
- Max Verstappen 38. futamgyőzelme és a 23. versenyben futott leggyorsabb köre.
- A Red Bull Racing 97. futamgyőzelme.
- Max Verstappen 82., Sergio Pérez 31., Fernando Alonso 102. dobogós helyezése.